# 芽室自動車学校
株式会社芽室自動車学校（めむろじどうしゃがっこう）は、北海道河西郡芽室町に本社を置く企業で、自動車教習所「芽室自動車学校」やバス事業「かしわ交通」を運営している他、北海道、青森県、秋田県、岩手県、神奈川県に都道府県労働局長登録教習機関を設置している。また、本社に隣接して自動車整備工場である株式会社芽室自動車工業があり、これらで芽室自動車学校グループを形成する。

## グループ会社・事業所
株式会社芽室自動車学校
- 芽室自動車学校
- かしわ交通
- 十勝教習センター
- 北見教習センター
- 苫小牧作業免許センター
- みちのく教習センター
- 秋田教習センター
- 岩手教習センター
- 厚木教習センター

株式会社芽室自動車工業

## 芽室自動車学校
芽室自動車学校（めむろじどうしゃがっこう）は、北海道河西郡芽室町にある北海道釧路方面公安委員会の指定自動車教習所。

### 免許
- 大型自動車第一種・第二種
- 中型自動車第一種・第二種
- 普通自動車第一種
- 大型特殊自動車
- けん引
- 大型自動二輪車
- 普通自動二輪車
- 普通自動二輪車（小型限定）
- 準中型

### 教習車種
普通車
- スバル・インプレッサG4

大型二輪
- ホンダ・NC750L

普通二輪
- ホンダ・CB400スーパーフォア

## 教習センター
教習センターは北海道（十勝、北見、苫小牧）、青森県（みちのく）、秋田県（秋田）、岩手県（岩手）、神奈川県（厚木）に設置している。

### 教習内容
- 移動式クレーン運転実技教習
- 玉掛け技能講習
- 小型移動式クレーン運転技能講習
- 車両系建設機械（整地等）運転技能講習
- フォークリフト運転技能講習
- ショベルローダー等運転技能講習
- 車両系建設機械（解体用）運転技能講習
- 不整地運搬車運転技能講習
- 高所作業車運転技能講習
- ガス溶接技能講習
- ローラー運転業務特別教育
- クレーン運転業務特別教育

等